# Marija Leiko
Marija Leiko, née le 14 août 1887 et morte le 3 février 1938, également connue sous le nom de Marija Leyko[Quoi ?], est une actrice lettone de théâtre et de cinéma muet, particulièrement populaire en Lettonie, en Allemagne et en Russie.

## Biographie
Marija Leiko nait le 14 août 1887 à Riga.
Leiko conquiert d'abord le cinéma allemand, jouant dans Die Diamantenstiftung (en) (1917), Kain (1918), Ewiger Strom (1919), Die Frau im Käfig (1919) et Lola Montez (1919) en tant que danseuse.
À la fin de l’ère du cinéma muet Leiko prend sa retraite d'actrice de cinéma.
Après la prise du pouvoir par les nazis en 1933, elle retourne dans sa Lettonie natale. En 1935, elle part en voyage en Union soviétique et y reste, rejoignant la compagnie du Théâtre d'État letton à Moscou.
Durant l'opération lettone du NKVD (en) le théâtre est fermé et le 15 décembre 1937 Leiko est arrêtée pour appartenance à une « conspiration nationaliste lettone ». Le 3 février 1938, à l'âge de 50 ans, elle est abattue et enterrée dans une fosse commune sur le polygone de Boutovo, près de Moscou.
Maria Leiko est réhabilitée à titre posthume pour absence de crime (corpus delicti) le 12 mai 1958.

## Hommage
Le 14 mai 2017 à Moscou, sur le mur de la maison 9, bâtiment 3, rue Obolenski (ru)], un panneau commémoratif de Maria Karlovna Leiko est posé par la Dernière adresse.

## Filmographie
- 1928 :  Die Räuberbande
- 1928 :  Die Rothausgasse : Katherina Rezek
- 1928 :  Am Ruedesheimer Schloss steht eine Linde (en) : mère de Fritz
- 1925 :  Aufstieg der kleinen Lilian
- 1924 :  Dr. Wislizenus
- 1923 :  Der Schatz der Gesine Jakobsen (en)
- 1923 :  Der Frauenkönig
- 1922 :  Die Schneiderkomteß : la jeune comtesse
- 1922 :  Versunkene Welten (en)
- 1921 :  Kinder der Finsternis (en) : Maria Geone
- 1921 :  Die Frau von morgen
- 1921 :  Die Ratten : Pauline Piperkarcka
- 1921 :  Die Furcht vor dem Weibe (en) : Reederstochter
- 1921 :  Am Webstuhl der Zeit  (sous le nom de Marija Leyko) : Ruth Einser, assistante de Hansen
- 1921 :  Das Opfer der Ellen Larsen
- 1921 :  Brandherd : Anna
- 1921 :  Die rote Redoute (en)
- 1920 :  Die Kwannon von Okadera : Ingele von Geortz
- 1920 :  Ewiger Strom : Marija
- 1920 : Satanas : Irene
- 1919 :  Die Frau im Käfig
- 1919 :  Freie Liebe
- 1919 :  Lola Montez (en)
- 1918 :  Das Frühlingslied
- 1918 :  Die Brüder von Zaarden (en)
- 1917 :  Die Diamantenstiftung